# 索布雷塔山

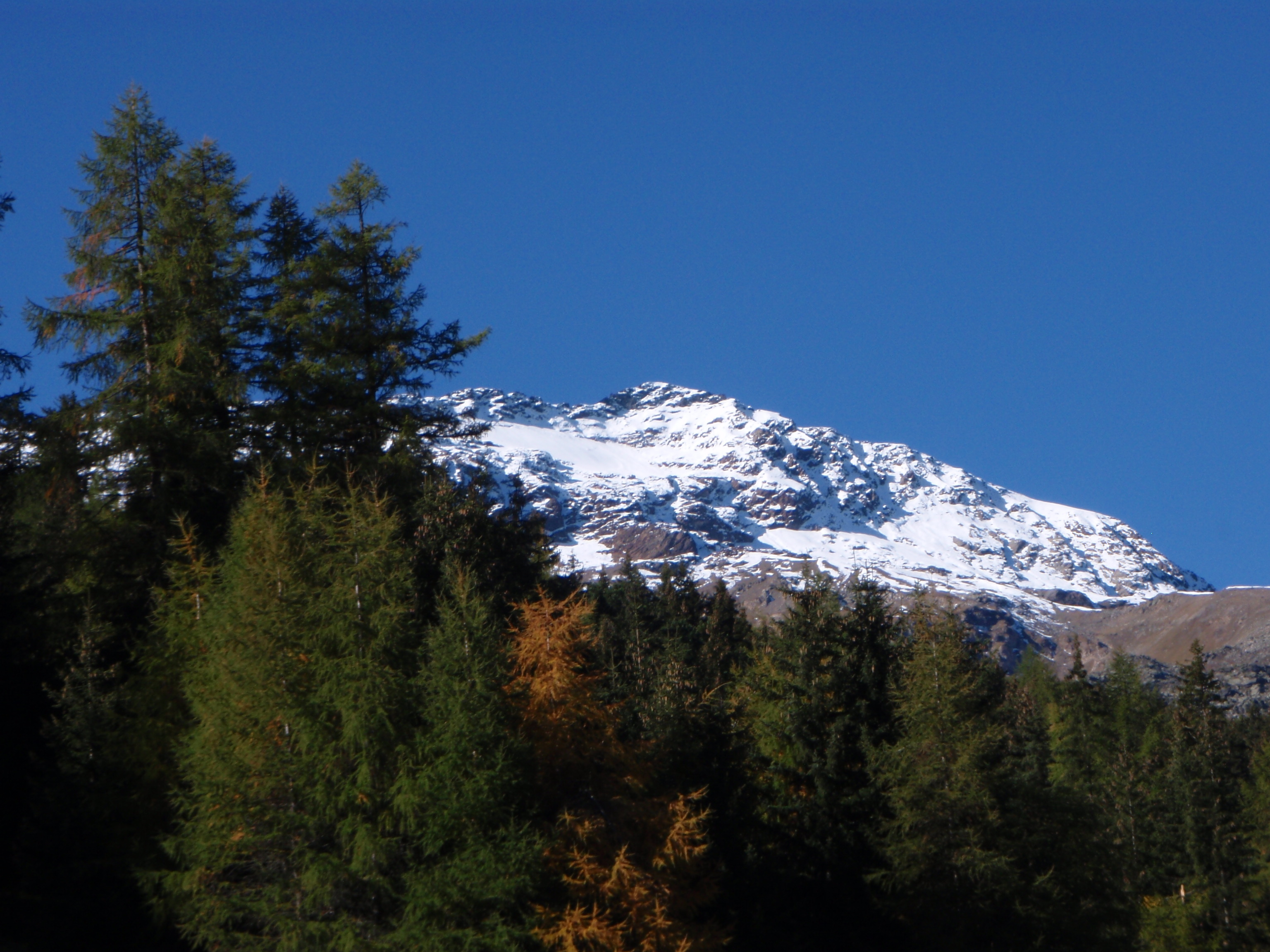

46°24′N 10°26′E / 46.400°N 10.433°E
索布雷塔山（義大利語：Monte Sobretta），是意大利的山峰，位於該國北部，由倫巴第大區負責管轄，屬於奥特莱斯山的一部分，海拔高度3,296米，每年平均降雨量1,386毫米。